# (2702) Batrakov
(2702) Batrakov (1978 SZ2) – planetoida z grupy pasa głównego asteroid okrążająca Słońce w ciągu 6,34 lat w średniej odległości 3,42 j.a. Odkryta 26 września 1978 roku.